# Valter Flego
Valter Flego (né le 15 août 1972 à Koper) est un homme politique croate, membre de la Diète démocrate istrienne, député européen de 2019 à 2024.